# Korea Minting and Security Printing Corporation

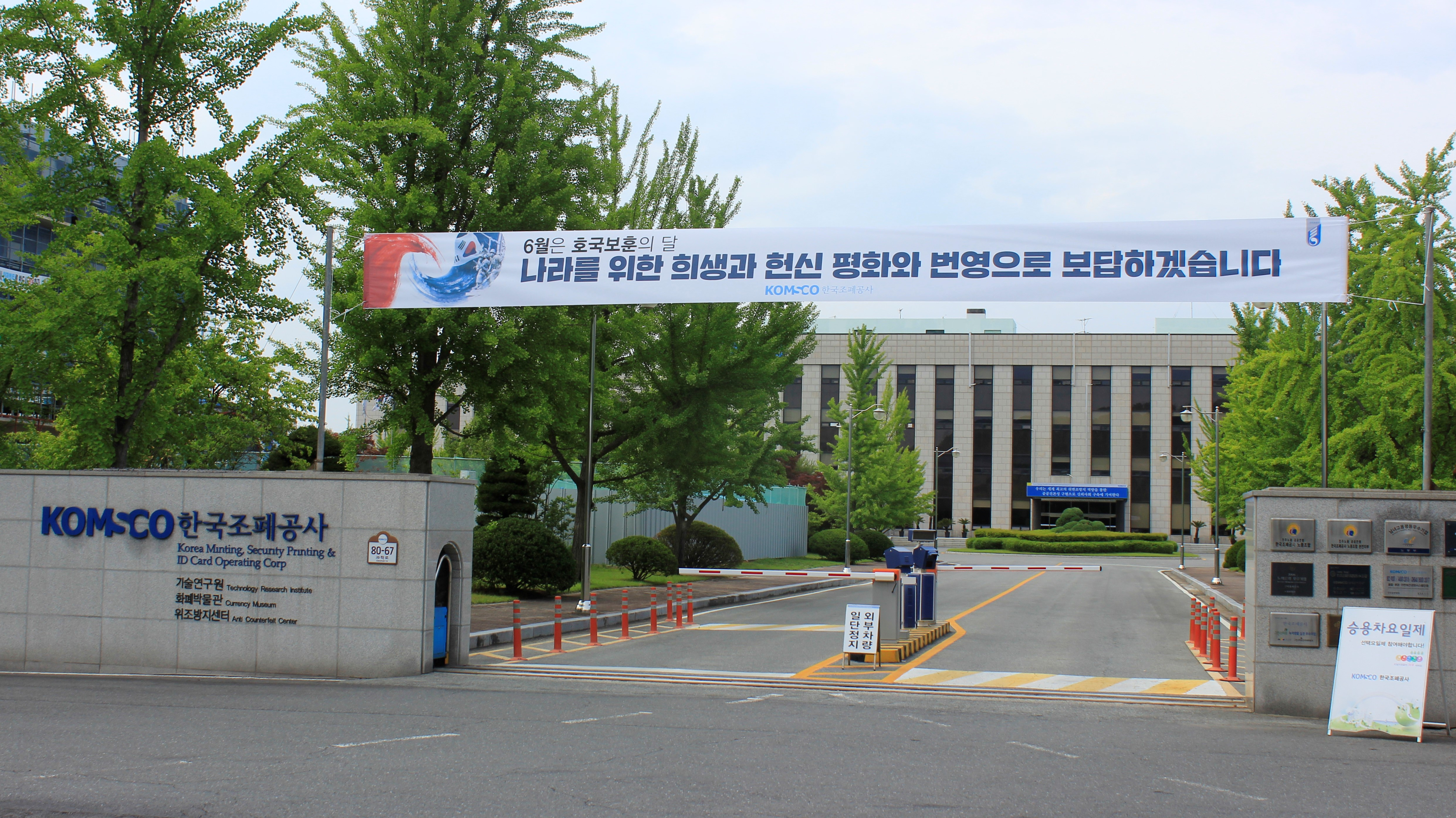

De Korea Minting and Security Printing Corporation of KOMSCO (한국조폐공사, Hanguk Jopye Gongsa) is het nationale munthuis en bankbiljettendrukkerij van Zuid-Korea. Het hoofdkwartier bevindt zich in Gajeong-dong, Yuseong-gu, Daejeon. De Munt werd opgericht in 1951. KOMSCO slaat de munten en drukt de bankbiljetten van de Zuid-Koreaanse won. Sinds 1988 bestaat het munten- en bankbiljettenmuseum Currency Museum of Korea.